# Limbi japonice

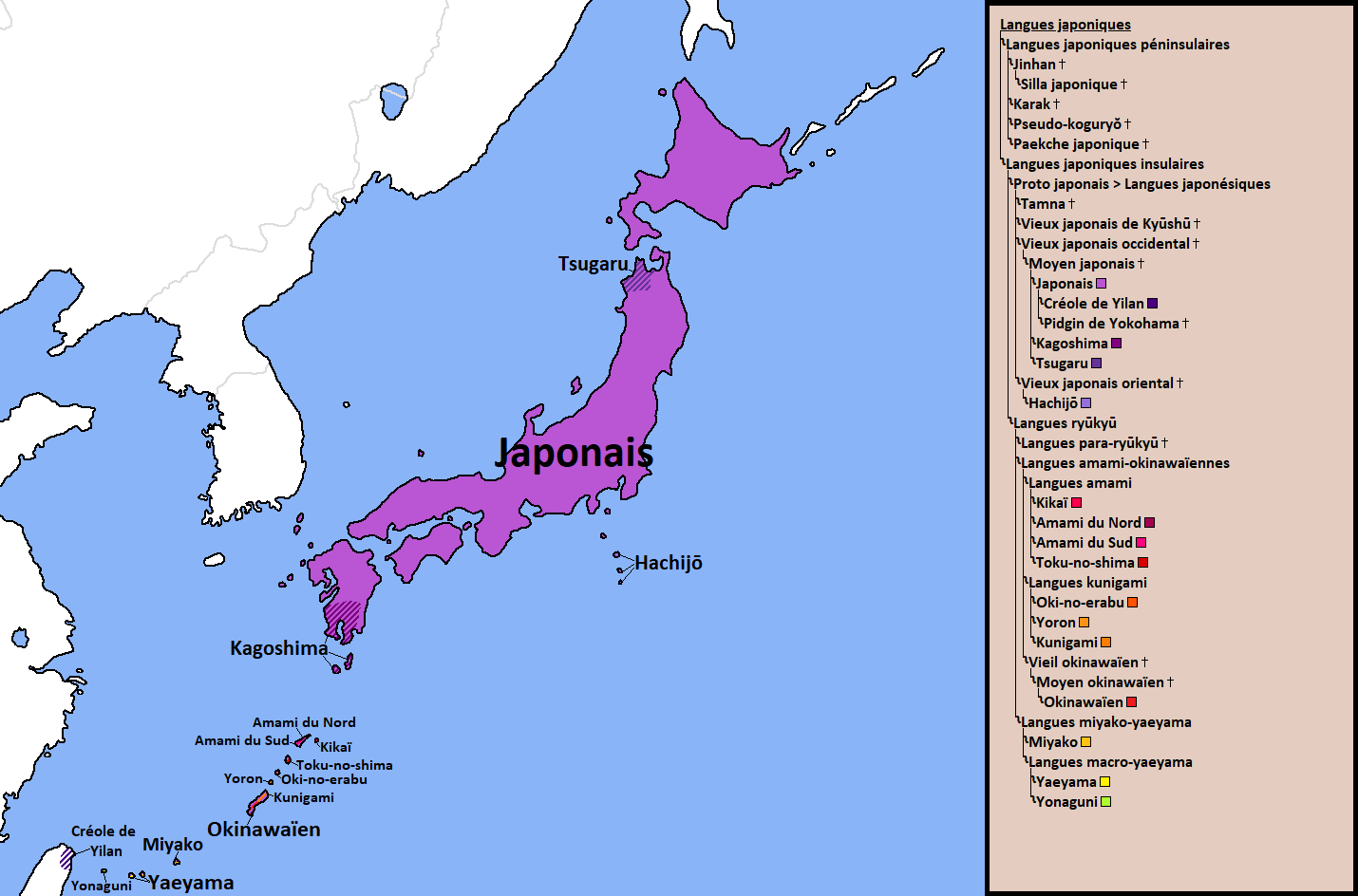

Limbile japonice, avînd ca reprezentant principal limba japoneză, sunt o familie de limbi vorbite în Japonia și o serie de insule din această regiune a Pacificului. Se presupune că aceste limbi au provenit dintr-o limbă comună, numită limba proto-japonică. În privința relației dintre aceasta din urmă cu alte limbi teoriile sînt multiple și se confruntă cu lipsa de dovezi și argumente definitive.
- Cea mai plauzibilă teorie susține existența unei legături cu limba dispărută numită goguryeo. La aceasta, unii adaugă și ipoteza că limbile japonice și limba goguryeo fac impreună parte dintr-o familie mai largă, numită a limbilor fuyu, care ar mai include și alte limbi dispărute, foarte sărace în dovezi, cea vorbită de populația fuyu din nordul Manciuriei și cea vorbită în vechiul regat Baekje din sud-vestul peninsulei coreene.

- O altă teorie propune o înrudire între limbile japonice și limba coreeană modernă, și este susținută de similaritățile indiscutabile dintre gramaticile celor două, deși pe plan lexical există foarte puține asemănări, cu excepția vocabularului comun împrumutat din limba chineză. Susținătorii teoriei limbilor fuyu în general nu includ limba coreeană în această familie.

- O teorie foarte controversată este cea a limbilor altaice, care susține că limbile japonice, limba coreeană, limbile fuyu și goguryeo (sau numai o parte din ele) fac parte din familia limbilor altaice. Studiile de natură lexicală au arătat că dintre limbile nejaponice, limbile japonice se aseamănă în cea mai mare măsură cu limba uyghur, membră a familiei limbilor turcice.

Pe de altă parte se poate afirma că similaritățile dintre toate aceste limbi nu sînt dovezi clare de înrudire, ci pot fi simpla urmare a unei conviețuiri pe o perioadă de mii de ani în acestă zonă geografică a Asiei, ceea ce a putut duce la un Sprachbund (apariția de elemente lingvistice comune în limbi de origini diferite, ca urmare a învecinării geografice).
Limbile japonice sunt:
- Diversele dialecte ale limbii japoneze:
  - Japoneza răsăriteană, reprezentată de graiurile din Aogashima (Tokio), Hachijōjima (Tokio), Minamidaitō (Okinawa), Kitadaitō (Okinawa) și alte cîteva insule;
  - Japoneza apuseană, formată din dialectele vorbite în insulele principale ale arhipelagului Japoniei:
    - Dialectele Japoniei de est, vorbite în Kantō și la est de acesta;
    - Dialectele Japoniei de vest, vorbite în Kansai și la vest de acesta;
- Limbile ryukyuane:
  - Amami:
    - Dialectele din nord: Tanegashima, Yakushima, Ōshima de nord;
    - Dialectele din sud: Ōshima de sud, Yoron;

  - Limba okinawană:
    - Dialectul Kunigami (okinawana de nord);
    - Dialectul Ie;
    - Dialectele din centru-sud (okinawana standard): dialectul insulei principale și cel din Shimajiri, la vest de insula principală, deși pentru acesta din urmă relațiile lingvistice sînt neclare.

  - Miyako: dialectele Miyako și Irabu;
  - Yaeyama: Ishigaki, Iriomote, Taketomi;
  - Yonaguni.